# Motoveicolo elettrico

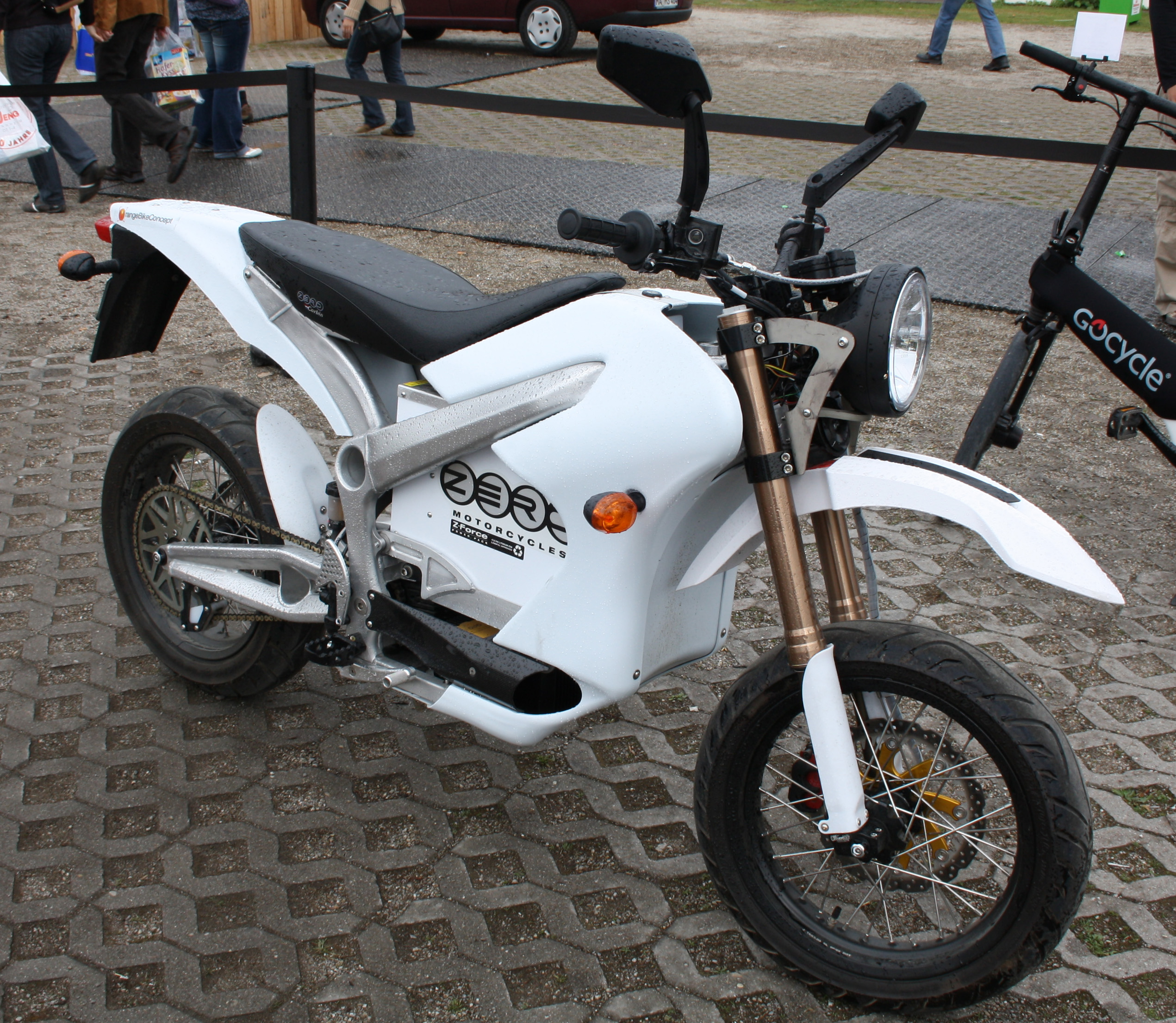
Motoveicolo elettrico

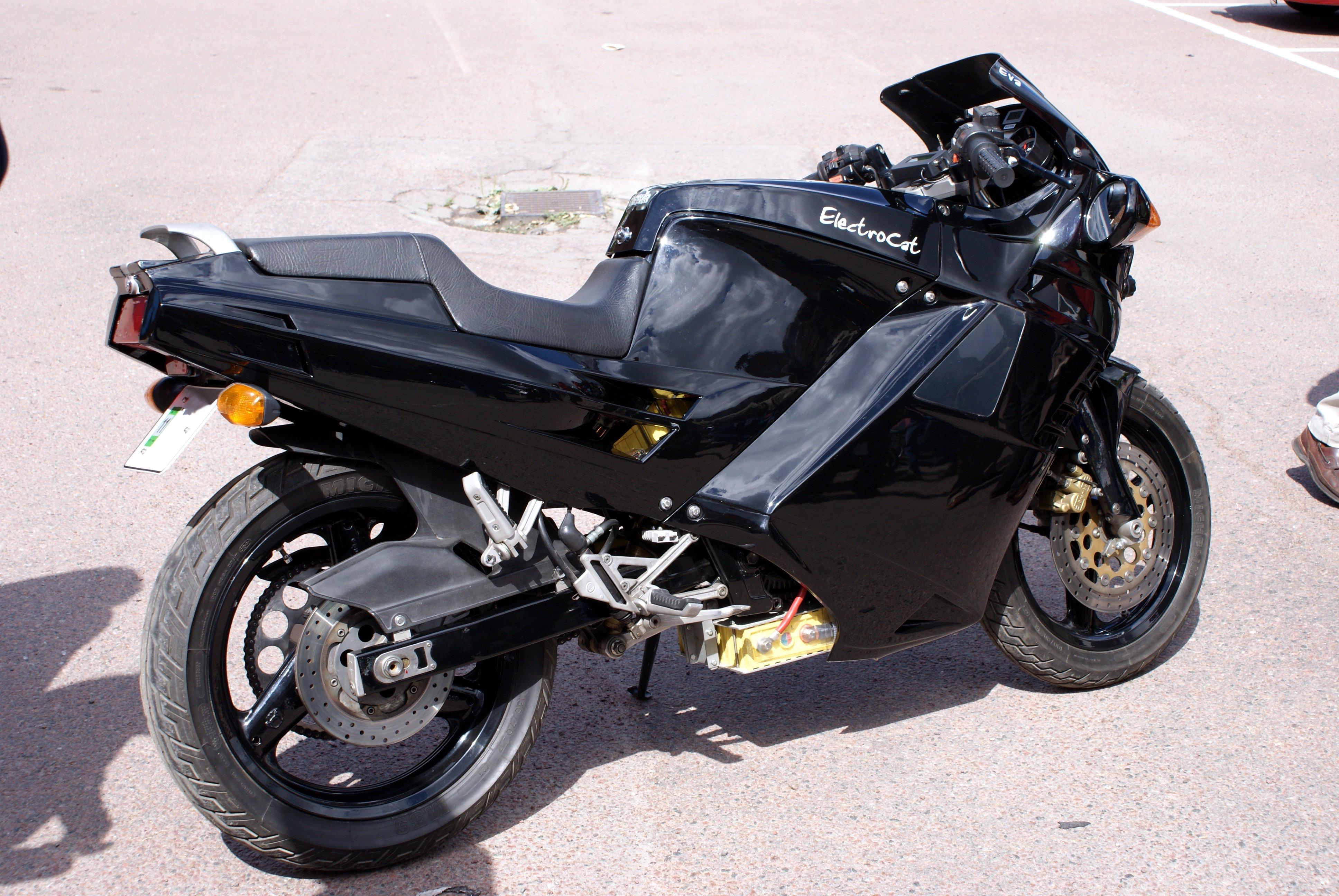
Moto elettrica stradale sportiva derivata da una Cagiva Freccia C12R

Un motoveicolo elettrico, scooter elettrico o moto elettrica è un veicolo a due o tre ruote che utilizza un motore elettrico per muoversi.

## Fonte di energia
In genere la fonte di energia di un motore elettrico sono batterie, ma sono stati creati numerosi prototipi che utilizzano pile a combustibile.
Esistono molti tipi di batterie, tra le più performanti ci sono quelle agli Ioni di Litio.

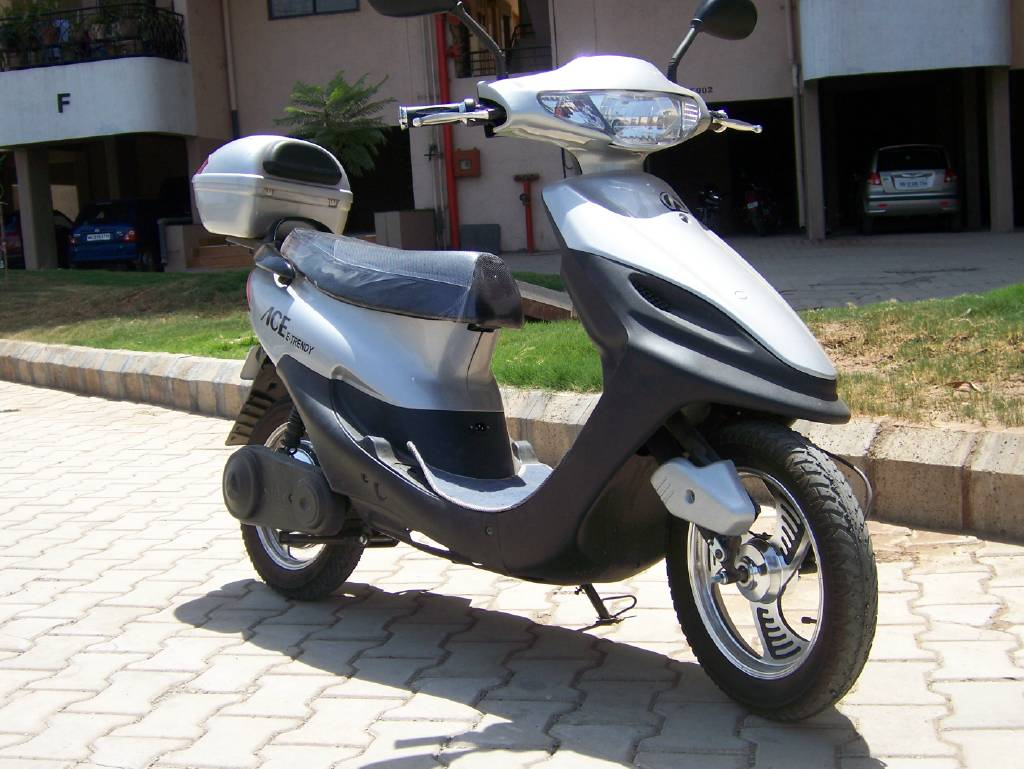
Scooter elettrico

## Motorizzazione
Questi mezzi hanno un motore elettrico, che varia a seconda del tipo di mezzo a cui viene applicato, infatti per i mezzi più economici si utilizzano dei motori a corrente alternata monofase, comandati da un inverter, mentre sui mezzi più recenti e più costosi si utilizza un motore brushless, il quale permette un controllo e una flessibilità d'utilizzo migliori, i motori elettrici in corrente continua a spazzole sono stati usati in pochissimi casi, generalmente agli albori di questo nuovo tipo di mezzi, in quanto il controllo del motore poteva essere effettuato tramite un semplice reostato, il quale però ha come svantaggio il dispendio d'energia, proprio per questo si è poi passati al controllo tramite potenziometro e poi al motore brushless (motore senza spazzole). Le motociclette di ultima generazione, come la Energica Ego sono dotate di motore di trazione sincrono a magneti permanenti.
Gli scooter elettrici possono godere di un sistema di frenata rigenerante ovvero a recupero di energia. Questo significa che in fase di frenata si recupera dell'energia che ricarica le batterie aumentando complessivamente l'efficienza del motore.

### Ibrido
Honda ha sviluppato uno scooter ibrido sperimentale a combustione interna/elettrico. Yamaha ha anche sviluppato una motocicletta ibrida chiamata Gen-Ryu. Utilizza un motore da 600 cc e un motore elettrico aggiuntivo. Piaggio MP3 Hybrid utilizza un motore da 125 cc e un motore aggiuntivo da 2,4 kW.

## Vantaggi e svantaggi
I vantaggi e svantaggi rispetto al corrispettivo mezzo a motore termico sono svariati.

### Fattori economici
Gli scooter/moto elettrici di recente stanno aumentando la loro popolarità a causa:
- Aumento del prezzo della benzina
- Incentivi dati dagli stati per il loro acquisto, ad esempio in Italia molti comuni contribuiscono anche per un terzo del prezzo all'acquisto di uno scooter o di un veicolo elettrico. Per i primi 5 anni di vita i veicoli elettrici sono esenti dalla tassa di circolazione e possono eventualmente godere di uno sconto fino al 50% sull'assicurazione.
- colonnine di ricarica gratuite distribuite per la città e vendita dell'energia a forfait.
- Accesso ad aree precluse al traffico, come le Ztl o come nel caso del comune di Firenze addirittura alle aree pedonali.

### In confronto ai corrispettivi a benzina
Le caratteristiche delle due tipologie conferisce determinati vantaggi e svantaggi alle motorizzazioni elettriche:

#### Vantaggi
1. Un "pieno" costa mediamente 1 euro se la batteria viene collegata alla rete domestica, o del tutto gratuita nei comuni che mettono a disposizione colonnine di ricarica nelle strade.
2. Zero emissioni nel luogo dell'utilizzo
3. Estremamente silenziosi
4. Utilizzabili anche in ambienti chiusi
5. Non è necessario raggiungere una stazione di servizio, è sufficiente collegare lo scooter alla rete domestica
6. L'estrema semplicità e affidabilità di un motore elettrico riduce drasticamente la sua manutenzione (non ha cilindri, valvole, carburatore, non richiede il cambio dell'olio, etc) e aumenta di molto la sua vita utile.

#### Svantaggi
1. Il costo d'acquisto può essere maggiore in Europa di uno scooter a benzina di prestazioni pari o superiori, ma sono ormai già disponibili numerosi modelli a costi anche inferiori a quelli dei modelli a benzina.
2. Autonomia generalmente limitata a 50-80 km, ma ci sono modelli che consentono autonomia fino a oltre 200 km.
3. La ricarica richiede numerose ore, rispetto ai pochi minuti richiesti dal riempire un serbatoio, anche se sono ormai già sul mercato modelli con tempo di ricarica di solo una ora. In alcuni modelli il problema è stato risolto drasticamente con la batteria estraibile e sostituibile in pochi secondi. Quindi questo è ormai uno svantaggio colmato dalle tecnologie attuali.
4. La velocità massima e la ripresa sono inferiori a uno scooter a benzina di pari prezzo.
5. I punti di ricarica stradali sono limitati all'interno di pochi centri urbani, rispetto alla capillarità dei distributori di benzina, ma son ormai in fase di attuazione capillari sistemi di ricarica in tutte le più grandi città.
6. Così come per tutti i veicoli elettrici si pone per i governi occidentali il problema dell'eventuale crollo delle entrate normalmente incassate con le accise sui carburanti, soprattutto se venisse creato il tanto ambito programma generale di sviluppo capillare delle energie solari o eoliche.

Tuttavia tali svantaggi vanno continuamente riveduti visto il continuo miglioramento tecnologico dei moto veicoli elettrici operato dalle ormai numerose aziende sparse nel mondo. Ad esempio di recente sono usciti nuovi modelli pressoché simili per prestazioni ai comuni 50 a motore, omologati addirittura per due persone con un pacco batterie capace di ricaricarsi all'80% in una sola ora senza soffrire di effetti memoria. In relazione al prezzo poi per esempio i veicoli elettrici costruiti in Cina, così come tanti altri prodotti, sono molto competitivi e inferiori di almeno 2/3 rispetto a quelli prodotti in Italia. Inoltre considerate le agevolazioni dei comuni e dello Stato il costo è vicino a quello di un tradizionale scooter 50 a motore termico.

## Competizioni

Max Biaggi sulla pista di Nardò nel 1994, mentre testa il prototipo Violent Violet con cui stabilì diversi record di velocità della categoria elettrica.

Anche nel settore delle gare in circuito si stanno affermando le moto elettriche, ma non esiste attualmente un campionato mondiale ufficialmente riconosciuto. Le prime competizioni di questo tipo sono state organizzate tra il 2009 e il 2012 dal promotore TTXGP, che ha organizzato gare internazionali con motoveicoli elettrici del tutto simili nella forma alle moto da competizione a benzina. Gli eventi organizzati da TTXGP si sono evoluti nel tempo e hanno infine portato alla definizione di un campionato mondiale ufficiale denominato FIM eRoad Racing World Cup. Questo evento, tenutosi solo nel 2013, ha poi subito una cancellazione anticipata, determinando la fine dei campionati mondiali elettrici. Tuttavia, in seguito a numerose indiscrezioni, nel 2017 Carmelo Ezpeleta, CEO di Dorna Sports, ha rilasciato dichiarazioni ufficiali circa l'introduzione di una nuova classe del Motomondiale a partire dal 2019, denominata Moto E con un chiaro riferimento alla Formula E. Questa classe sarà riservata a moto elettriche prototipo e consisterà in un campionato monomarca, che affiancherà la MotoGP in almeno 5 Gran Premi. Le motociclette saranno prodotte dal costruttore Energica Motor Company: una casa motociclistica italiana.

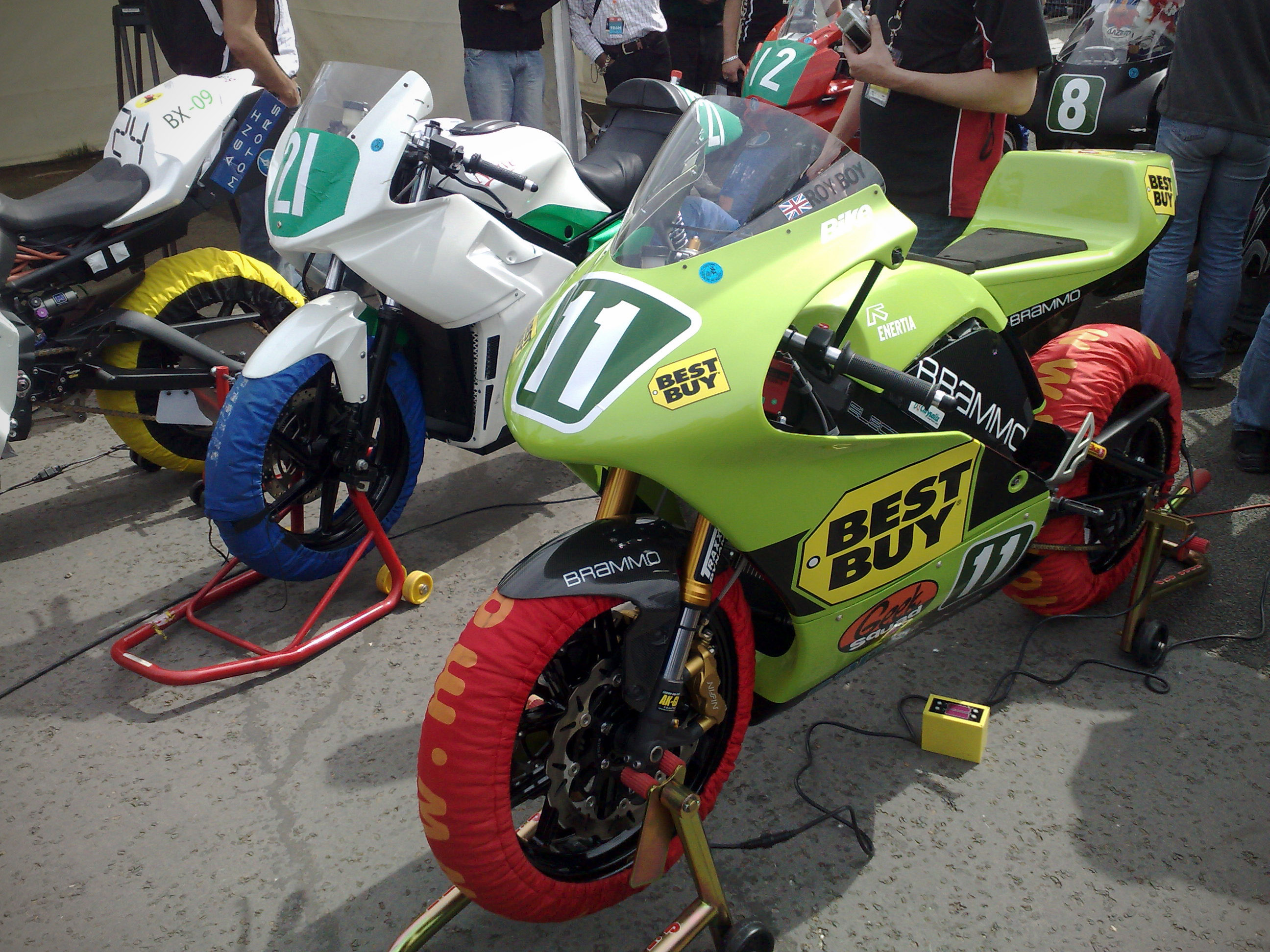
Moto da competizione elettriche al Gran premio dell'Isola di Man del 2009

Altre competizioni per motoveicoli elettrici degne di nota sono il TT Zero e il Pikes Peak: la prima è una competizione motociclistica che si svolge in occasione del Tourist Trophy e che impone veicoli senza carburanti di origine fossile né emissioni tossiche o nocive, la seconda è una cronoscalata motociclistica aperta sia a moto tradizionali che a moto con propulsione ecologica. Quest'ultima competizione è stata molto importante dal punto di vista dell'opinione pubblica nei confronti dei motoveicoli elettrici, in quanto nell'edizione 2013 una moto elettrica (la Lightning Motorcycle) ha battuto le avversarie a benzina, dimostrando che le 2 ruote elettriche sono ormai tecnicamente molto avanzate e in certi casi superiori alle alternative a benzina per quanto riguarda le prestazioni, come la coppia, l'accelerazione e la velocità massima.